# Nomorhamphus pectoralis
Nomorhamphus pectoralis är en fiskart som först beskrevs av Fowler, 1934.  Nomorhamphus pectoralis ingår i släktet Nomorhamphus och familjen Hemiramphidae. Inga underarter finns listade i Catalogue of Life.